# Sojourner Truth
Sojourner Truth (soʊˈdʒɜrnər ˈtruːθ; született Isabella Baumfree; Swartekill, 1797 körül – Battle Creek, 1883. november 26.) afroamerikai abolicionista és női jogi aktivista. Rabszolgának született a New York állambeli Swartekillben, de 1826-ban megszökött, csecsemő lányával együtt. Mikor bíróságra ment, hogy a fiát is megszerezze, ő lett az első fekete nő, aki ilyen ügyben pert nyert egy fehér férfival szemben. 1843-ban vette fel a Sojourner Truth nevet. Legismertebb beszéde, a nemi egyenlőtlenségekről szóló Ain't I a Woman? („Hát én nem vagyok nő?”) 1851-ben hangzott el Ohióban. Az amerikai polgárháború idején segített fekete katonákat toborozni az Unió seregébe. A háború után sikertelenül próbálta elérni a szövetségi kormánynál, hogy földet biztosítson a volt rabszolgáknak.

## Élete

### Rabszolgaként

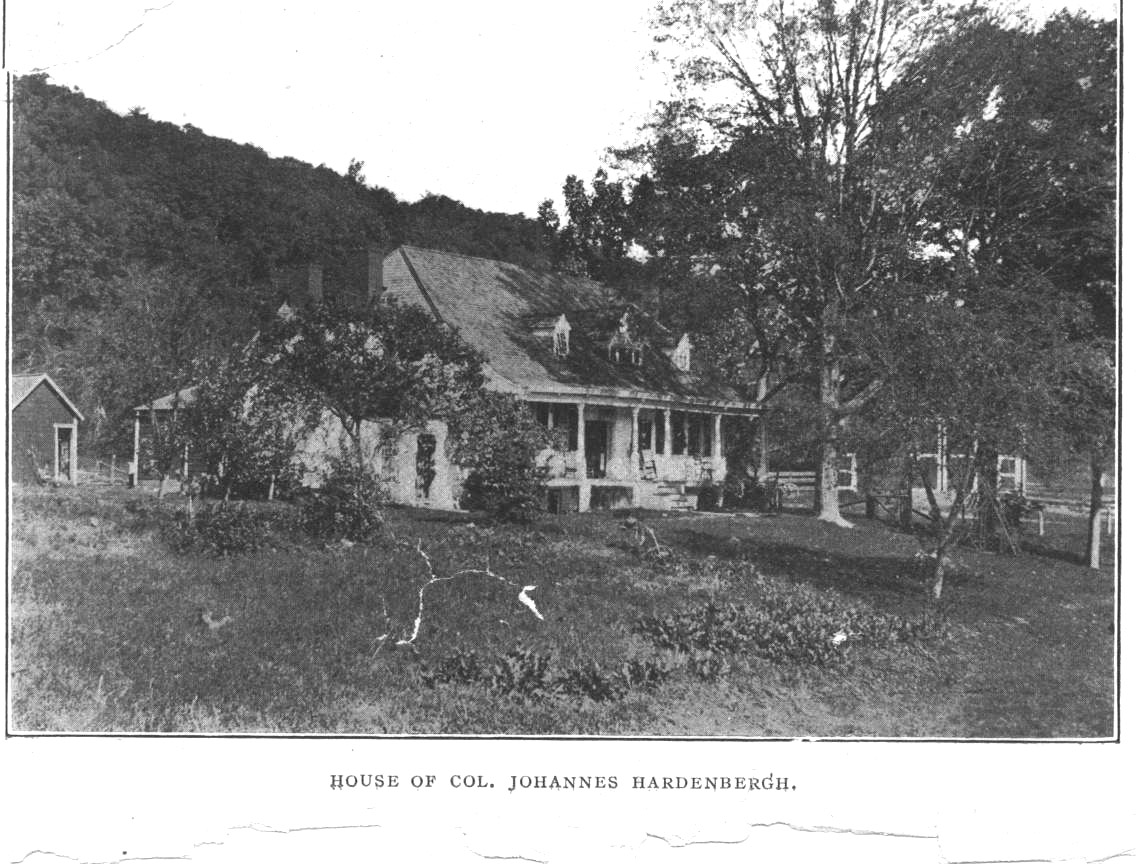
Johannes Hardenburgh ezredes háza

Truth, eredeti nevén Isabella „Belle” Baumfree egyike volt James és Elizabeth Baumfree 10 vagy 12 gyermekének. James Baumfree-t Aranyparton (ma Ghána) fogták el rabszolgavadászok, így került az Egyesült Államokba; felesége, Elizabeth – akit a gyerekek Mau-Mau Betnek szólítottak – a guineai partokról származó afrikai rabszolgák gyermeke volt. A Baumfree család Hardenbergh ezredes tulajdonát képezte. A Hardenbergh-birtok dombos területen feküdt New Yorktól 152 km-re, a mai Riftontól északra egy Swartekill nevű helyen. Az ezredes halála után rabszolgáit fia, Charles Hardenbergh örökölte.
Miután Charles Hardenbergh 1806-ban meghalt, a körülbelül kilencéves Belle-t elárverezték. Egy birkanyájjal együtt 100 dollárért került a Kingston mellett lakó John Neely tulajdonába. A lány mindeddig csak hollandul beszélt. Neely kegyetlen gazda volt, egyszer botokkal verte meg. 1808-ban 105 dollárért eladta egy Port Ewen-i kocsmárosnak, Martinus Schryvernek, aki 1810-ben 175 dollárért újra eladta, a West park-i John Dumontnak. Bár negyedik gazdája kedves volt Belle-lel, a felesége rosszul bánt vele.
1815 körül Belle szerelmes lett egy Robert nevű rabszolgába, aki a szomszédos farmon élt. Robert gazdája nem engedélyezte a kapcsolatukat, mert a belőle származó gyermekek az anya gazdájának a tulajdonát képezték volna, ezért durván megverte Robertet, aki a bántalmazásba belehalt. 1817-ben a lányt gazdája hozzákényszerítette egy Thomas nevű, idősebb rabszolgához. Isabellának öt gyermeke született összesen: 1815-ben Diana, akinek Robert volt az apja, majd négy gyermek Thomastól: ifjabb Thomas, aki nem sokkal születése után meghalt; 1821-ben Peter, 1825-ben Elizabeth és 1826 körül Sophia.

### Szabadság
New York állam 1799-ben kezdett hozzá a rabszolgaság eltörlésének legalizálásához, bár a teljes folyamat csak 1827-ben fejeződött be. Dumont az állam rabszolgáinak felszabadítása előtt egy évvel szabadságot ígért Isabellának azzal a feltétellel, hogy keményen dolgozik és jól viseli magát, később azonban meggondolta magát, és azt állította, a lány egy kézsérülés miatt nem tud olyan jól dolgozni, mint korábban. Isabellát ez feldühítette, de kötelességtudatból tovább dolgozott, és megfont 45 kg gyapjút. 1826 végén legkisebb lányával, a csecsemő Sophiával megszökött. A többi gyermekét hátra kellett hagynia, mert a törvény csak azokat szabadította fel, akik húszas éveikig szolgáltak. Később így emlékezett vissza menekülésére: „Nem elszöktem, mert azt gaztettnek tartottam, csak távoztam, mert arról úgy éreztem, rendben van.” Isaac és Maria Van Wagener otthonában talált menedékre. Isaac felajánlotta Dumontnak, hogy az év hátralévő részére – amíg életbe nem lép a rabszolgákat felszabadító rendelet – megvásárolja Isabella munkaerejét, és Dumont ebbe 20 dollárért beleegyezett. Isabella Van Wagenerékkel élt, míg a rabszolgafelszabadító törvény életbe nem lépett. Ekkor megtudta, hogy ötéves fiát, Petert Dumont illegálisan eladta egy alabamai embernek. A Van Wagener házaspár segítségével jogi útra terelte az ügyet, és több hónap pereskedés után visszakapta a fiát, akivel új gazdája kegyetlenül bánt. Ez volt az egyik első eset, hogy fekete nő pert nyert fehér férfi ellen. (Lásd még: Elizabeth Freeman.)
Míg a Van Wagener házaspárral élt, Isabella egy meghatározó élménynek köszönhetően hívő keresztény lett. 1829-ben fiával, Peterrel New York városába költözött, és egy keresztény hittérítő, Elijah Pierson házvezetőnője lett. 1832-ben a Matthias prófétaként is ismert vallásos szélhámos, Robert Matthews házvezetőnője lett. Mikor Elijah Pierson meghalt, Isabellát és Matthewst megvádolták azzal, hogy loptak Piersontól és megmérgezték, de felmentették őket a vádak alól, és Matthews Nyugatra költözött.
1839-ben Isabella fia, Peter a Zone of Nantucket nevű bálnavadász hajón kapott munkát. 1840–41-ben anyja három levelet kapott Petertől, bár a harmadikban azt írja, ötöt küldött. Mikor a hajó 1842-ben visszatért, Peter nem volt rajta, és többet hanem hallottak felőle.

### „Hív az igazság”
1843. június 1-jén Isabella felvette a Sojourner Truth nevet (a Sojourner jelentése „jövevény”, a Truthé „igazság”) és azt mondta barátaimnak: „Hív a Szentlélek, mennem kell.” Áttért a metodista hitre, és utazni kezdett, hogy minél több helyen prédikáljon a rabszolgaság ellen. 1844-ben a massachusettsi Northamptonban belépett a Northamptoni Oktatási és Ipari Szövetségbe, amit abolicionisták alapítottak, és a rabszolgafelszabadítás mellett támogatta a nők egyenjogúságát, a vallásszabadságot és a pacifizmust. A 210 tag egy 2 km²-es farmon élt, ahol állatokat tenyésztettek, malmot, fűrészmalmot üzemeltettek és selymet gyártottak. Truth itt találkozott William Lloyd Garrison, Frederick Douglass és David Ruggles emberi jogi aktivistákkal. 1846-ban a csoport feloszlott, mert nem bírták fenntartani magukat. Truth 1847-ben Garrison sógora, George Benson házvezetőnője lett. 1849-ben meglátogatta volt gazdáját, John Dumontot, mielőtt az nyugatra költözött.
Truth egy barátnőjének, Olive Gilbertnek kezdte el lediktálni emlékiratait. Ezt 1850-ben William Lloyd Garrison jelentette meg magánkiadásban, The Narrative of Sojourner Truth: A Northern Slave („Sojourner Truth elbeszélése, egy rabszolgáé az északi államokból”). Truth még ebben az évben 300 dollárért vett egy házat, majd felszólalt az első Női Jogi Kongresszuson a massachusettsi Worcesterben.

### „Hát én nem vagyok nő?”
1851-ben Truth elhagyta Northamptont és George Thompson abolicionista szónokhoz csatlakozott. Májusban Akronban az Ohiói Női Jogi Gyűlésen előadta leghíresebb beszédét, mely „Hát én nem vagyok nő?” címen lett ismert. A gyűlés szervezői, Hannah Tracy és Frances Dana Barker Gage is jelen voltak Truth beszédekor. A beszédet több változatban jegyezték le, az elsőt egy hónappal később jelentette meg újságjában a szintén jelenlévő Marius Robinson. Robinson változatában nem szerepelt a visszatérő költői kérdés, mely később a beszéd címe lett. Gage 1863 májusában adott ki egy másik változatot, melyben Truth a déli államok rabszolgáira jellemző kiejtéssel beszélt. Ebben szerepeltek olyan mondatok és kifejezések, melyek a Robinson által közreadott változatban még nem, köztük a négyszer elhangzó „Hát én nem vagyok nő?” Ez lett a beszéd legelterjedtebb, standard változata. Truth beszédére a valóságban nem volt jellemző a déli beszédstílus, mivel ő maga New York államban nőtt fel, és kilencéves koráig csak hollandul beszélt. Robinson változatával ellentétben Gage verziója azt is Truth szájába adja, hogy 13 gyermekét vették el tőle, hogy eladják rabszolgának. A valóságban Truthnak valószínűleg csak öt gyermeke volt, közülük egyet adtak el, és soha nem is állította, hogy több gyermeke lett volna. Gage 1863-as visszaemlékezése ellentmondásban áll saját korábbi közlésével is: 1851-ben azt írta, hogy Akron népe és a sajtó barátságosan viszonyultak a női jogi gyűléshez, de 1963-ban már azt írta, hogy a szervezőknek félniük kellett ellenzőik tömegétől. Szemtanúk beszámolói szerint Truth beszédét örömmel fogadta a közönség, akik nagyrészt egyetértettek vele, mivel régi abolicionisták, a haladás és az emberi jogok hívei voltak. Gage azonban azt állította, hogy Truthot ellenségesen fogadták és ki akarták fütyülni.
Az ezt követő évtizedekben Truth több tucat, talán több száz előadást is tartott. 1851 és 1853 között Marius Robinsonnal, az ohiói Anti-Slavery Bugle („Rabszolgaságellenes Harsona”) tulajdonosával dolgozott, és bejárta az államot előadásaival. 1853-ban a New York-i Broadway Tabernacle-ban beszélt a női választójogról; ugyanebben az évben találkozott Harriet Beecher Stowe-val. 1856-ban a michigani Battle Creekbe utazott, hogy az Emberi Haladás Barátai csoportnak tartson beszédet. 1858-ban valaki félbeszakította egy beszédét, és azt állította, hogy Truth valójában férfi, mire Truth kinyitotta a blúzát és megmutatta a melleit.

### Egyéb híres beszédei
Tömeggyűlés, 1853. szeptember 7.
A gyűlésen pár fiatalember füttykoncerttel és kiáltozással fogadta. Truth válaszként így felelt nekik: „Fütyülhetnek,a mennyit csak akarnak, de a nők akkor is meg fogják kapni a jogaikat. Maguk sem állíthatnak meg minket.” Más szónokokhoz hasonlóan gyakran improvizált beszédeiben attól függően alakítva őket, ahogy a közönség reagált rájuk. A nők jogairól tartott beszédeibe gyakran szőtt vallási utalásokat, különösen Eszter könyvéből, amihez hozzátette, hogy a bibliai nőkhöz hasonlóan a jelenben élő nők is jogaikért küzdenek. A durva viselkedésért megfeddte a tömeget, emlékeztette őket az isteni parancsolatra, hogy „tiszteld atyádat és anyádat”.
Egyenlő Jogok Amerikai Szövetsége, 1867. május 9.–10.
Ezt a beszédét három részben adta elő. Itt hangos éljenzéssel fogadták, mert hírneve már megelőzte. A rendezvény plakátjain a fő előadók közt szerepelt.
Beszéde első részében nagyrészt a fekete nők jogai mellett érvelt. Úgy érezte, hogy most, hogy a fekete férfiaknak sikerült új jogokat kivívni, most van itt az idő, hogy a nők is megkapják jogaikat, „amíg még mozgásban van a gépezet”, mert ha a színes bőrűek jogaiért folytatott küzdelem lecsillapodik, nehezebb lesz újra cselekvésre ösztönözni az embereket. Beszéde második részében egy bibliai történettel próbálta erősíteni érveit, és önzőnek nevezte a férfiakat, akik nem akarnak a magukéval azonos jogokat adni a nőknek. Végül rátért a nők szavazati jogára, és rámutatott, hogy sok más nőhöz hasonlóan neki is saját háza van, így adót is fizet, de szavazni még mindig nincs joga. A rabszolgaként tartott fekete nőkre kemény munkákat is kiosztottak, például útépítést. Truth úgy vélte, ha erre képesek a nők, akkor szavazni is tudni fognak, mivel az még mindig könnyebb.
A feketék felszabadulásának nyolcadik évfordulója, 1871. újév napja
A bostoni újságok beszámolója szerint hatalmas tömeg volt kíváncsi Truth beszédére. Truth azzal kezdte mondandóját, hogy saját életéről beszélt: elmondta, hogy anyja arra tanította, imádkozzon Istenhez, hogy gazdája és úrnője mindig jól bánjon vele. Elmesélte, hogy gazdái azonban nem voltak mindig rendesek hozzá, megkorbácsolták, amiért nem értett angolul, ő pedig azt kérdezte Istentől, miért nem teszi gazdáit kedvesebbé. Beismerte, hogy volt, hogy gyűlölte a fehéreket, de mikor találkozott igazi urával, Jézussal, szíve megtelt szeretettel mindenki felé, mikor pedig a rabszolgákat felszabadították, tudta, hogy imái meghallgatásra találtak.
Ezután rátért fő témájáta. Ebben az időben egyes felszabadított rabszolgák segélyen éltek, melyet az állam az adófizetők pénzén biztosított nekik. Truth kijelentette, hogy ez a felszabadított rabszolgáknak sem jobb, mint hallgatóinak, majd azt javasolta, hogy ezek a feketék kapjanak saját földbirtokot. Mivel a déli államokban a fehér népesség egy része ellenezte a rabszolgafelszabadítást, ezen a területen nem volt ajánlatos a feketéknek élni, ezért javasolta, hogy a nyugati országrészben kapjanak földet.

### Küldetése
Truth 1857-ben eladta northamptoni házát, és a michigani Harmoniában vásárolt újat, Battle Creektől nyugatra. Az 1860-as népszámlálás szerint itteni háztartásához rajta kívül 35 éves lánya, Elizabeth Banks, valamint unokái, a 16 éves James Caldwell (félrehallás miatt „Colvin”-ként feltüntetve) és a nyolcéves Sammy Banks tartoztak.

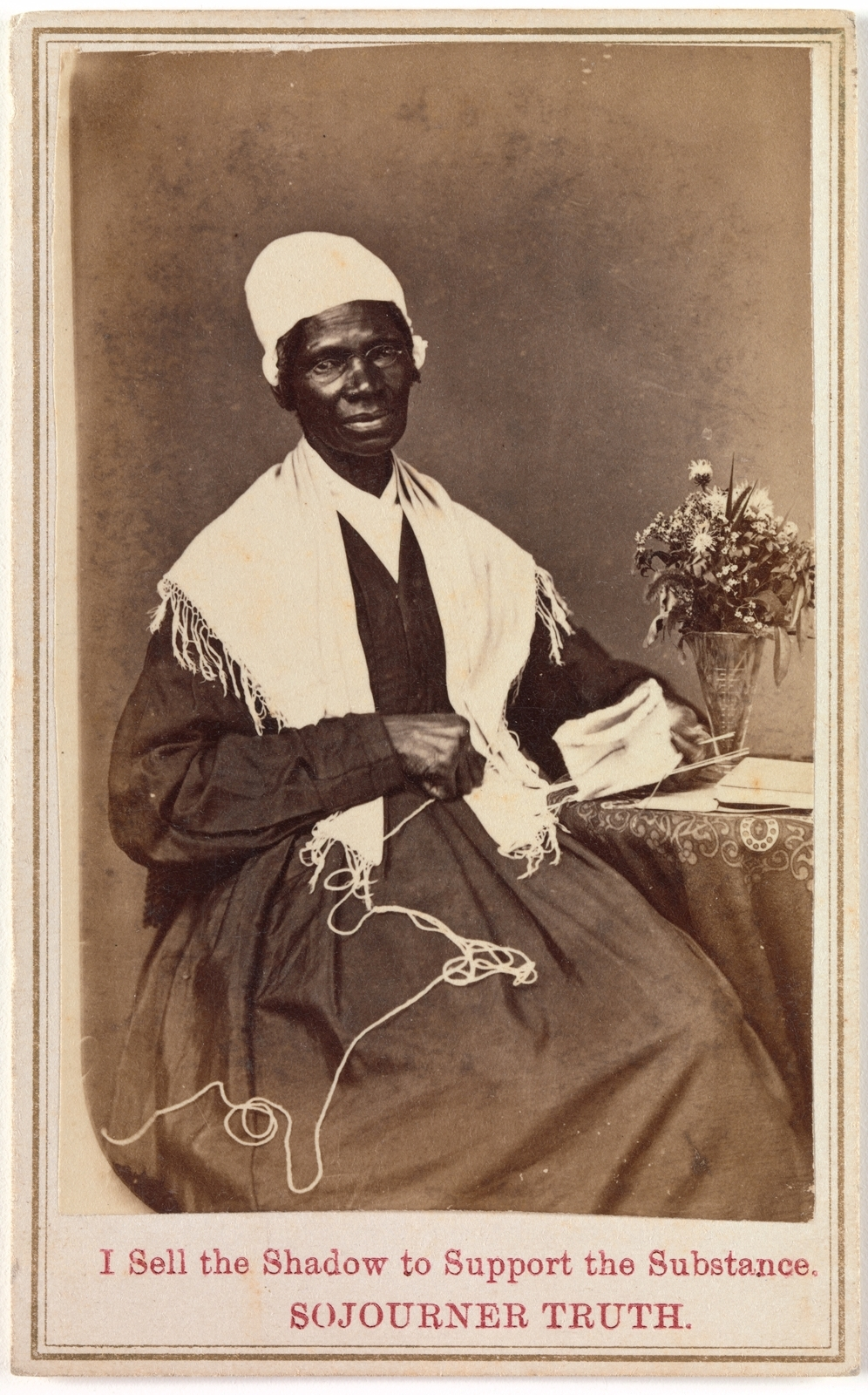
Truth vizitkártyaportréja

Az amerikai polgárháború alatt Truth segített fekete katonákat toborozni az uniós hadseregbe, és unokája, James Caldwell is belépett, az 5. massachusettsi ezredbe. 1864-ben Truth a Felszabadított Rabszolgákat Segélyező Országos Alap munkatársa lett Washingtonban, és mindent megtett, hogy jhavítson a feketék életkörülményein. Ugyanezen év októberében találkozott Abraham Lincoln elnökkel. 1865-ben, mikor a washingtoni felszabadított rabszolgák kórházában dolgozott, gyakran utazott villamoson, hogy segítsen kikényszeríteni a deszegregációt.
Elterjedt vélekedés szerint Truth írta a The Valiant Soldiers („A bátor katonák”) című katonadalt az első michigani színes bőrű ezred számára. Állítólag a dalt, melyet a John Brown's Body vagy A köztársaság harci himnusza dallamára énekelnek, a háború alatt írta és elő is adta Detroitban és Washingtonban. Bár Truth maga is azt állította, hogy a szöveget ő írta, ez vitatott.
1867-ben Harmoniából Battle Creekbe költözött. 1868-ban New York állam nyugati részébe utazott, meglátogatta Amy Postot, majd végigutazott a keleti partvidéken. A massachusettsi Florence-ben, mikor egy nagyon fárasztó utazás után részt vett egy gyűlésen, és felkérték, hogy mondjon valamit, azt mondta: „Gyermekeim, hozzátok hasonlóan én is azért jöttem ide, mert kíváncsi voltam, mit fogok mondani.”
1870-ben megpróbálta elérni a szövetségi kormánynál, hogy az egykori rabszolgák földet kapjanak. Hét évig küzdött ezért a céljáért sikertelenül. Washingtonban a Fehér Házban fogadta Ulysses S. Grant elnök. 1872-ben visszatért Battle Creekbe, hogy szavazzon az elnökválasztáson, de nem engedték neki.
Truth beszédeinek fő témája az abolicionizmus, a nők jogai, a börtönök reformja volt, ezenkívül a halálbüntetés ellen is fellépett Michiganben. Nem mindenki vette jó néven előadásait, de sok befolyásos támogatója is akadt, köztük Amy Post, Parker Pillsbury, Frances Gage, Wendell Phillips, William Lloyd Garrison, Laura Smith Haviland, Lucretia Mott és Susan B. Anthony."
Halála előtt pár nappal meglátogatta egy riporter a Grand Rapids Eagle-től. A riporter leírása szerint Truth „arca elnyűttnek és soványnak tűnt, és láthatóan nagy fájdalmaktól szenvedett, de szemei csillogtak, és esze élesen vágott, bár beszélni nehezére esett.” 1883. november 26-án hunyt el Battle Creek-i otthonában, és családja tagjai mellé temették el a helyi Oak Hill temetőben.

## Kulturális hatása
- 1862-ben William Wetmore Story Líbiai Szibilla című szobra, melyet Sojourner Truth ihletett, díjat nyert a londoni Világkiállításon.[9]
- 1892-ben Frank Courtert megbízták azzal, hogy fesse meg Truth és Lincoln elnök találkozását.[8]
- 1981-ben Truth bekerült a National Women's Hall of Fame-be (Női hírességek nemzeti csarnoka) a New York állambeli Seneca Fallsban.[8]
- 1981-ben Bell Hooks feminista szerző első művének Truth beszéde után adta a „Hát én nem vagyok nő?” címet.
- 1983-ban Truth az elsők közt volt, aki bekerült a lansingi Michigan Women's Hall of Fame-be.[8]
- 1986-ban az amerikai postahivatal emlékbélyeget adott ki Sojourner Truth tiszteletére.[8][20]
- 1997-ben a NASA Mars Pathfinder küldetésének robotautóját róla nevezték el Sojournernek.[21] 1998-ban megjelent az interneten a S.T. Writes Home weboldal erről a robotautóról.
- 1999-ben bemutatják a The Civil War („A polgárháború”) musicalt a Broadwayen. Ebben elhangzik Sojourner Truth beszéde, melyet az 1999-es felvételen Maya Angelou ad elő.
- Róla kapta nevét a baloldali Sojourner Truth Organization.
- Az amerikai evangélikus egyház március 10-én emlékezik meg róla és Harriet Tubmanról, mint a társadalom megújítóiról.
- 2002-ben Molefi Kete Asante beválasztotta a 100 legnagyobb afroamerikai közé.[22]
- 2004-ben az Empire State Buildingben található The King's College szavazás alapján róla nevezte el az Oxfordi Egyetem házrendszerének mintájára létrehozott házainak egyikét.[23]
- Megemlékeznek róla a Michigani jogi mérföldkövek emlékművön, melyet az állami jogi kamara építtetett.[24]
- Elizabeth Cady Stantonnal, Amelia Bloomerrel és Harriet Ross Tubmannal együtt bekerült az amerikai episzkopális egyház szentjei közé, ünnepe július 20-án van.
- Róla nevezték el a New York-i Állami Egyetem könyvtárát.
- 2009-ben ő lett az első fekete nő, akinek mellszobrot állítottak a Capitoliumban.[25] A szobor Artis Lane alkotása.

## Könyvek

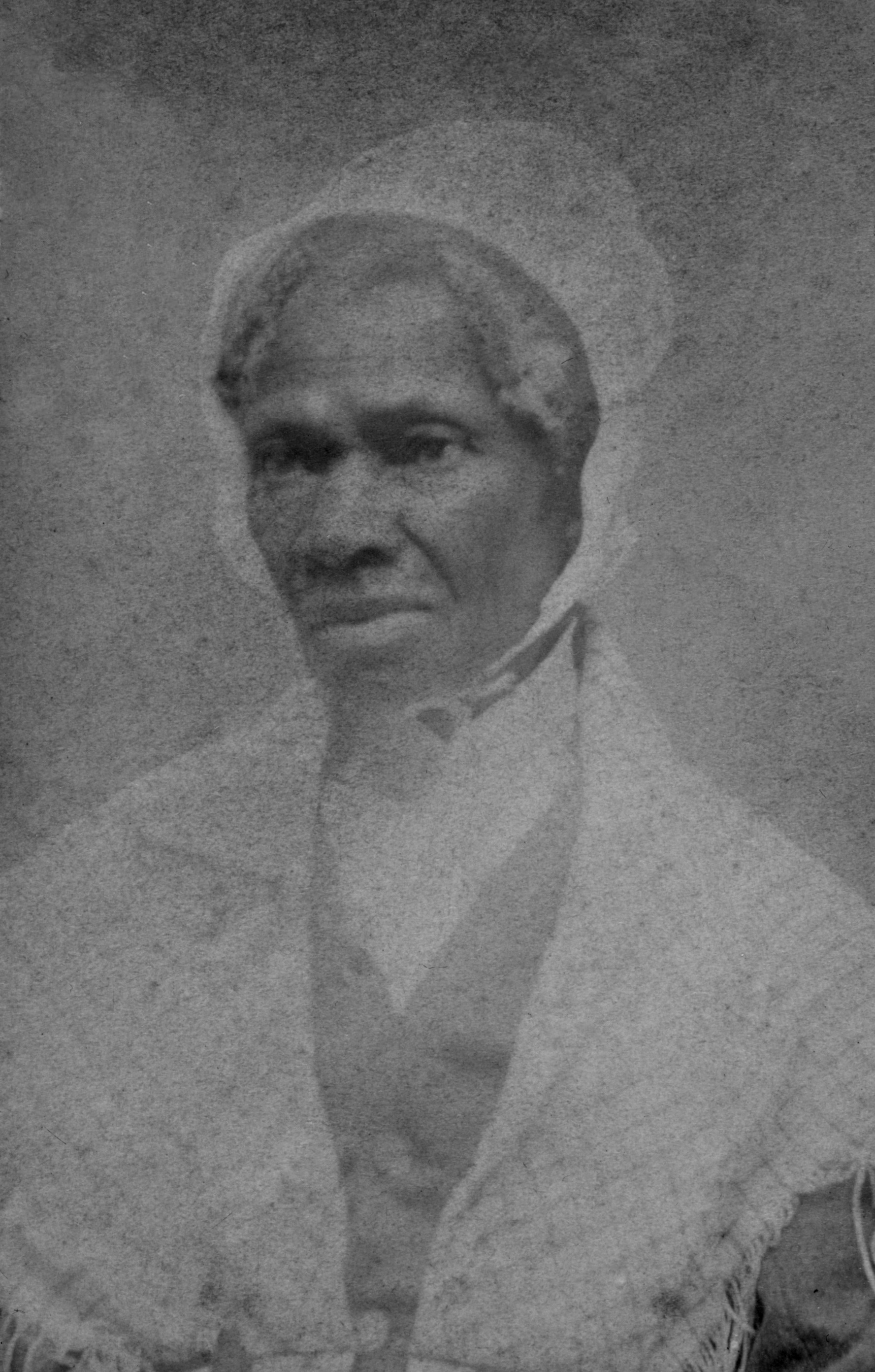
Sojourner Truth, circa 1864

- Narrative of Sojourner Truth: A Northern Slave (1850)
  - Dover Publications 1997 edition: ISBN 0-486-29899-X
  - Penguin Classics 1998 edition: ISBN 0-14-043678-2. Introduction & notes by Nell Irvin Painter
  - University of Pennsylvania online edition (html format, one chapter per page)
  - University of Virginia online edition (HTML format, 207 kB, entire book on one page)
- Alison Piepmeier, Out in Public: Configurations of Women's Bodies in Nineteenth-Century America The University of North Carolina Press, 2004) ISBN 0-8078-5569-3
- Paul E. Johnson and Sean Wilentz, The Kingdom of Matthias: A Story of Sex and Salvation in 19th-Century America (New York and Oxford: Oxford University Press, 1994) ISBN 0-19-509835-8
- Carleton Mabee with Susan Mabee Newhouse, Sojourner Truth: Slave, Prophet, Legend (New York and London: New York University Press, 1993) ISBN 0-8147-5525-9
- Nell Irvin Painter, Sojourner Truth: A Life, A Symbol (New York and London: W. W. Norton & Co., 1996) ISBN 0-393-31708-0
- Jacqueline Sheehan, Truth: A Novel (New York: Free Press, 2003) ISBN 0-7432-4444-3
- Erlene Stetson and Linda David, Glorying in Tribulation: The Lifework of Sojourner Truth (East Lansing: Michigan State University Press, 1994) ISBN 0-87013-337-3
- Michael Warren Williams, The African American encyclopedia, Volume 6, Marshall Cavendish Corp., 1993, ISBN 1-85435-551-1
- William Leete Stone, Matthias and his Impostures- or, The Progress of Fanaticism (New York, 1835) Internet Archive online edition (pdf format, 16.9 MB, entire book on one pdf)
- Gilbert Vale, Fanaticism – Its Source and Influence Illustrated by the Simple Narrative of Isabella, in the Case of Matthias, Mr. and Mrs. B. Folger, Mr. Pierson, Mr. Mills, Catherine, Isabella, &c. &c. (New York, 1835) Google Books online edition (pdf format, 9.9 MB, entire book on one pdf or one page per page)[17]
- Washington, Margaret (2009). Sojourner Truth's America. Chicago: University of Illinois Press. ISBN 978-0-252-03419-0. Paperback, 2011